# Karl Liebherr
Karl Liebherr (* 1. April 1841 oder 1844 in Ludwigsburg; † Unbekannt) war ein württembergischer Oberamtmann.

## Leben
Liebherr, Sohn des Oberamtmanns Johann Baptist Liebherr und katholischer Konfession, studierte nach dem Besuch des Gymnasiums Ehingen von 1862 bis 1867 Regiminalwissenschaft in Tübingen. 1866 nahm er am Feldzug gegen Preußen teil. Er legte 1867 die erste und 1868 die zweite höhere Dienstprüfung ab. 
Danach trat er in die württembergische Innenverwaltung ein. Er leitete als Oberamtmann die Oberämter Vaihingen von 1882 bis 1887 und Tettnang von 1887 bis 1902.  Er wurde 1897 Regierungsrat und trat 1902 in den Ruhestand.

## Ehrungen
- 1866 und 1871 Kriegsdenkmünzen
- 1889 Landwehr-Dienstauszeichnung 2. Klasse
- 1892: Ritterkreuz 1. Klasse des Friedrichs-Ordens
- 1902: Ritterkreuz des Ordens der Württembergischen Krone